# Hebridochernes
Genre
Hebridochernes est un genre de pseudoscorpions de la famille des Chernetidae.

## Distribution
Les espèces de ce genre se rencontrent en Océanie.

## Liste des espèces
Selon Pseudoscorpions of the World (version 3.0) :
- Hebridochernes caledonicus Beier, 1964
- Hebridochernes cornutus Beier, 1965
- Hebridochernes gressitti Beier, 1964
- Hebridochernes maximus Beier, 1979
- Hebridochernes monstruosus Beier, 1966
- Hebridochernes papuanus Beier, 1965
- Hebridochernes paradoxus Beier, 1940
- Hebridochernes salomonensis Beier, 1966
- Hebridochernes submonstruosus Beier, 1970

## Publication originale
- Beier, 1940 : Die Pseudoscorpionidenfauna der landfernen Inseln. Zoologische Jahrbücher, Abteilung für Systematik, Ökologie und Geographie der Tiere, vol. 74, p. 161-192.